# Ez a villa eladó
Az Ez a villa eladó 1935-ben bemutatott fekete-fehér, magyar vígjáték Kabos Gyula, Verebes Ernő és Csikós Rózsi főszereplésével.

## Történet
|  | Alább a cselekmény részletei következnek! |

Hódy György három hétre elutazik vidéki földbirtokos nénikéjéhez, akinek ő az egyetlen örököse. Terve az, hogy menyasszonya (Turay Ida) majd később utazik le, és úgy mutatja be nénikéjének, mint gyors- és gépíró kisasszonyt. Villáját rábízza inasára, Jánosra (Justh Gyula), hogy vigyázzon az eladásra meghirdetett villára, és próbálja meg eladni. János azonban a feladatot rábízza egyik barátjára, Józsi bácsira (Kabos Gyula), ő maga szintén elutazik.
Barátja, hogy ne unatkozzon a villában, meghívja magához állástalan unokahúgát, Terit, és egyik barátját (Gózon Gyula), akivel majd ferblizhet. Azonban egy bárban óvatlanul kifecsegi a villa címét (Orgona utca 14.), ezért mire odaérnek, már János állítólagos rokona és annak barátja várja őket, mondván, rájuk van bízva a villa. Mivel egyik fél sem hajlandó elhagyni a házat, együtt "vigyáznak rá". János állítólagos "rokona" ugyanis tolvaj és szélhámos, csakúgy, mint barátja, és céljuk a villa kirablása. Időközben viszont jobb ötletük támad: eladják a villát, és zsebre teszik az árát.
Tervük jól indul, mivel egy vevőjelölt 10 000 pengővel többet ajánl a korábbi árnál, így 70 000 ezer pengő van kilátásban. De a vevő kiköti, hogy a szerződést Hódy úrnak is alá kell írnia.
Hódy vidéken azt találja ki, hogy neki dolgoznia kell, és ehhez egy gyors- és gépíró kisasszonyra van szüksége. Nénikéje, aki imád hirdetéseket feladni, egy pesti újságban álláshirdetést tesz közzé. A hirdetésre sokan jelentkeznek levélben. Egyikük, Teri a címének Hódy villájának címét adja meg, ami felkelti Hódy gyanúját, ezért elhatározza, hogy hazatér. 
Időközben megérkezik a „gépírókisasszony” személyesen (Hódy barátnője), hogy az állásra jelentkezzen, Hódy azonban addigra elutazik. 
A szélhámos páros balszerencséjére Hódy váratlanul hazatér. Nekik fogalmuk sincs arról, hogy ő az igazi, csupán egy másik betörőnek hiszik. Mindenesetre beszervezik, neki kell eljátszania saját magát a vevő előtt.
A villában Hódy beleszeret Teribe, de neki sem árulja el valódi kilétét. A vevő egy bálon akarja átadni a pénzt és átvenni a villa kulcsait. A bálon több ékszernek is lába kél, és Teri szemében Hódy is gyanúba keveredik. A film végére azonban minden kiderül. Hódy tisztázza magát Teri előtt, a szélhámosok rács mögé kerülnek, Hódy korábbi barátnője pedig beleszeret a Hódy nénikéjénél dolgozó gazdatisztbe (Bilicsi Tivadar), és mivel a férfi feleséget keres Pestről, és neki is szimpatikus a férfi és a vidéki élet, elhatározza, hogy hozzámegy feleségül.
|  | Itt a vége a cselekmény részletezésének! |

## Szereplők
- Verebes Ernő – Hódy György
- Csikós Rózsi – Várkonyi Teri
- Turay Ida – Anni (Hódy György barátnője)
- Kabos Gyula – Buckó József (Józsi bácsi, Teri nagybátyja)
- Gózon Gyula – Rizling (Józsi bácsi barátja)
- Somló István – az egyik szélhámos
- Pethes Sándor – Dani, a másik szélhámos, prímás
- Justh Gyula – János, inas
- Berky Lili – Tóni néni (Hódy György nénikéje)
- Bilicsi Tivadar – Gereblyei Gedeon, gazdatiszt
- Pártos Gusztáv – vevő  a villára
- További szereplők: Réthy Anna

## Filmművészeten kívüli hatásai
A film betétdala, („A pénzemet én máma mind elmúlatom, Kalapom-pom-pom-pom, kalapom-pom-pom-pom a szemembe borítom!” refrénnel) kupléként önálló életre kelt. Címe nem ismert.